# Pseudosymmachia rugipennis
Pseudosymmachia rugipennis är en skalbaggsart som beskrevs av Frey 1972. Pseudosymmachia rugipennis ingår i släktet Pseudosymmachia och familjen Melolonthidae. Inga underarter finns listade i Catalogue of Life.